# Bad Köstritz
Bad Köstritz (appelée Köstritz jusqu'en 1926) est une ville de Thuringe, dans l'arrondissement de Greiz, en Allemagne. Bad Köstritz est célèbre pour sa bière noire (Schwarzbier), la Köstritzer, brassée depuis 1543, elle est également la ville natale de Heinrich Schütz, un des maîtres de la musique baroque allemande et le centre allemand de la culture du dahlia.
Bad Köstritz est parfois surnommée la ville des quatre b : bains, bière, botanique, baroque en référence à ses spécialités.

## Géographie

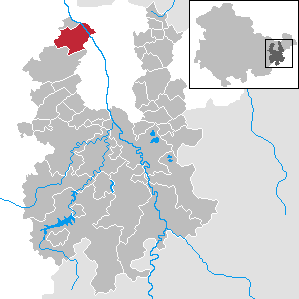
Situation de la ville (en rouge) dans l'arrondissement

Bad Köstritz est située dans le nord-ouest de l'arrondissement de Greiz, à la limite avec la ville de Gera et avec l'arrondissement de Saale-Holzland. La vieille ville se trouve sur la rive gauche de l'Elster Blanche, à 6 km au nord-ouest de Gera et à 36 km au nord de Greiz, le chef-lieu de l'arrondissement.
La commune est composée de la ville de Bad Köstritz et des villages de Pohlitz, Heinrichshall, Gleina et Reichardtsdorf. Les communes de Caaschwitz et Hartmannsdorf sont administrées par Bad Köstritz.
Communes limitrophes (en commençant par le nord et dans le sens des aiguilles d'une montre) : Caaschwitz, Gera, Hartmannsdorf, Kraftsdorf et Silbitz.

## Histoire
La première mention de Köstritz date de 1364 sous le nom de Kostricz, ce qui dénote sa probable origine slave. Cependant, dès le milieu du XIIIe siècle, un château, possession des margraves de Misnie, existait sur la colline de Kirchberg pour contrôler le passage de l'Elster. 
Elle passe en 1364 sous le contrôle de la maison de Reuss. Mais ce n'est que bien plus tard qu'il donne son nom à une ligne qui y réside : les comtes de Reuss-Köstritz, fondé par Henri XXIV de Reuss-Kostritz, qui resta sujet de son frère aîné, le comte de Reuss-Schleiz. 
Le droit de brassage est octroyé à la ville en 1543, c'est la date de naissance de la célèbre Schwarzbier, encore produite de nos jours.
Les comtes de Reuss y font édifier un château de style baroque de 1689 à 1704 et elle est l'objet d'un paréage entre les lignées de Reuss-Schleiz (ligne souveraine) et Reuss-Köstritz (ligne paréagée) qui restera effectif jusqu'en 1918 et à la disparition de la principauté. En 1806, la branche Köstritz de la maison de Reuss est élevée au rang héréditaire de prince. Au XIXe siècle, Köstritz, avec Schleiz et d'autres régions, est finalement devenu une partie de la Principauté de Reuss branche cadette.
En 1804, le jardin à l'anglaise de château est créé. Christian Deegen (1798-1888), célèbre horticulteur y crée ses premiers dahlias en 1826, cette activité sera à l'origine d'une école nationale de jardinage qui fonctionnera jusqu'en 1943. Bad Köstritz est toujours la capitale allemande de cette fleur très prisée (recherche, archives, variétés).
Les premières salines sont mises en activité sur le site de Heinrichshall en 1831 et une usine chimique fonctionne dès 1845. Les premières cures médicales ont lieu en 1865, la ville change son nom de Köstritz en Bad Köstritz en 1926 et obtient les droits de ville en 1927.
Pendant la Seconde Guerre mondiale, de nombreux travailleurs forcés sont employés dans les usines locales, le château est transformé en hôpital militaire en 1943. Le 13 avril 1945, 43 déportés venant de Buchenwald y périssent lors d'une marche de la mort. La ville est occupée par les troupes américaines en avril 1945 et remise à l'Armée rouge en juillet de la même année. La ville est alors incluse dans la zone d'occupation soviétique. En 1949, elle est intégrée à la République démocratique allemande (district de Gera).
La Brasserie Köstritzer est nationalisée en 1948. En 1969, l'aile ouest du château est démolie, suivie en 1972 par l'aile principale.
En 1985, la maison natale de Heinrich Schütz est transformée en musée. La ville rejoint la land de Thuringe recréée en 1990 (arrondissement de Greiz).
Les communes de Reichardtsdorf et Gleina sont incorporées au territoire de Bad Köstritz en 1994.

## Démographie
| 1910  | 1933  | 1939  | 1995  | 2000  | 2005  | 2010  |
| ----- | ----- | ----- | ----- | ----- | ----- | ----- |
| 3 406 | 3 531 | 3 641 | 3 547 | 3 965 | 3 964 | 3 743 |

## Politique
Aux élections municipales du 7 juin 2009, les résultats obtenus ont été les suivants :
| Parti     | Nombre de conseillers | Pourcentage de voix |
| --------- | --------------------- | ------------------- |
| CDU       | 9                     | 55,5 %              |
| FWG       | 4                     | 24,0 %              |
| Die Linke | 3                     | 20,5 %              |

## Sites et monuments
Bad Köstritz est située au début de la route des Princes de Reuss (Reußische Fürstenstraße) qui mesure 113 km jusqu'à Bad Lobenstein et relie les principaux sites concernant cette famille, dont les châteaux de Schleiz, Gera, Greiz, Saalburg-Ebersdorf, Crossen an der Elster, Blankenhain. La ville possède beaucoup de maisons à colombages très intéressantes.
- Ancien château, une partie de la cour intérieure et surtout son parc ;
- Maison Heinrich Schütz (Heinrich-Schütz-Haus), ouverte en 1985, centre de recherche et mémorial, exposition permanente sur le compositeur, espace de concerts ;
- Dahlien-Zentrum, centre d'exposition, d'enseignement, de recherches d'archives sur les dahlias.

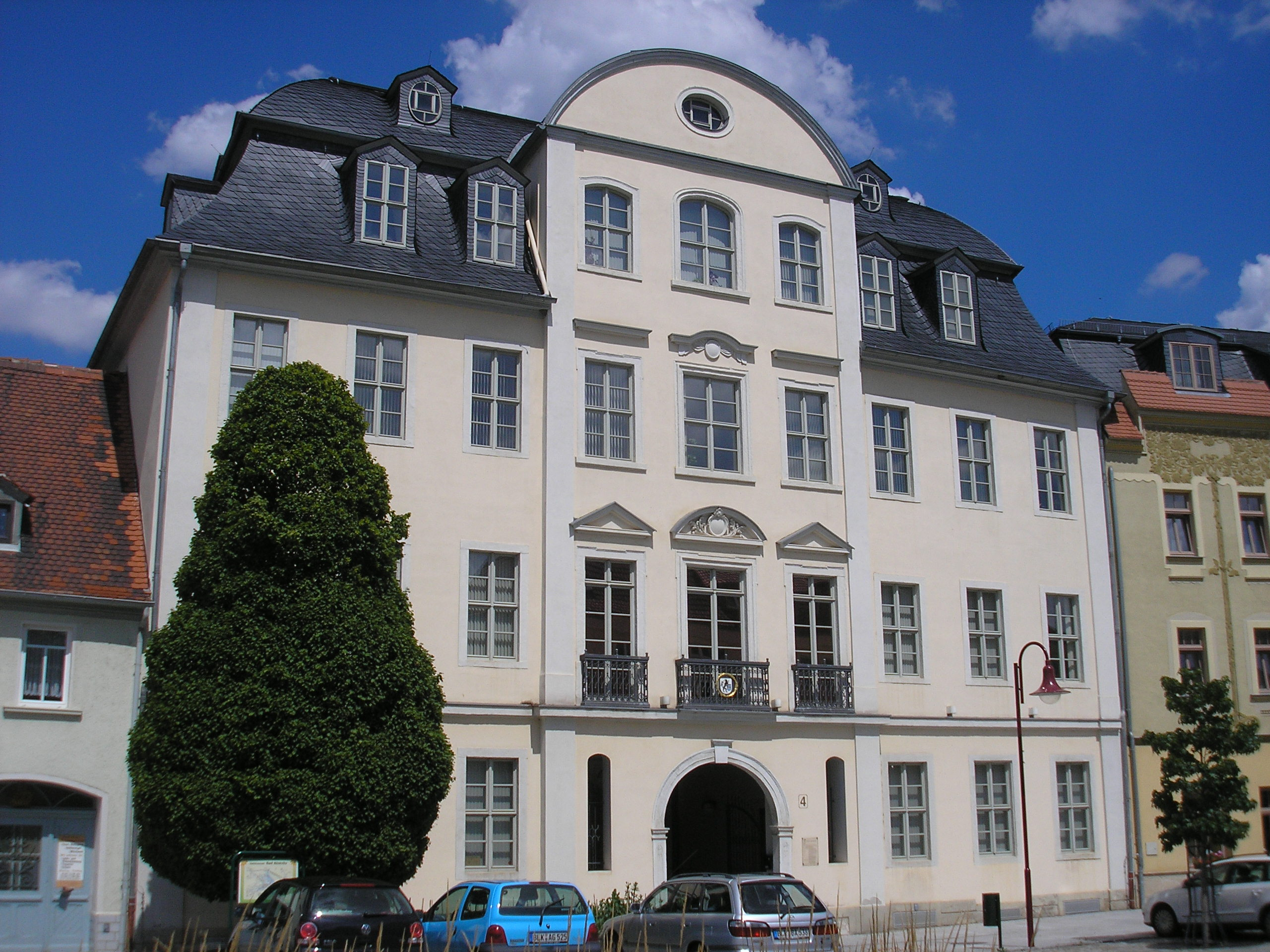
Le Rathaus (hôtel de ville) de Bad Köstritz
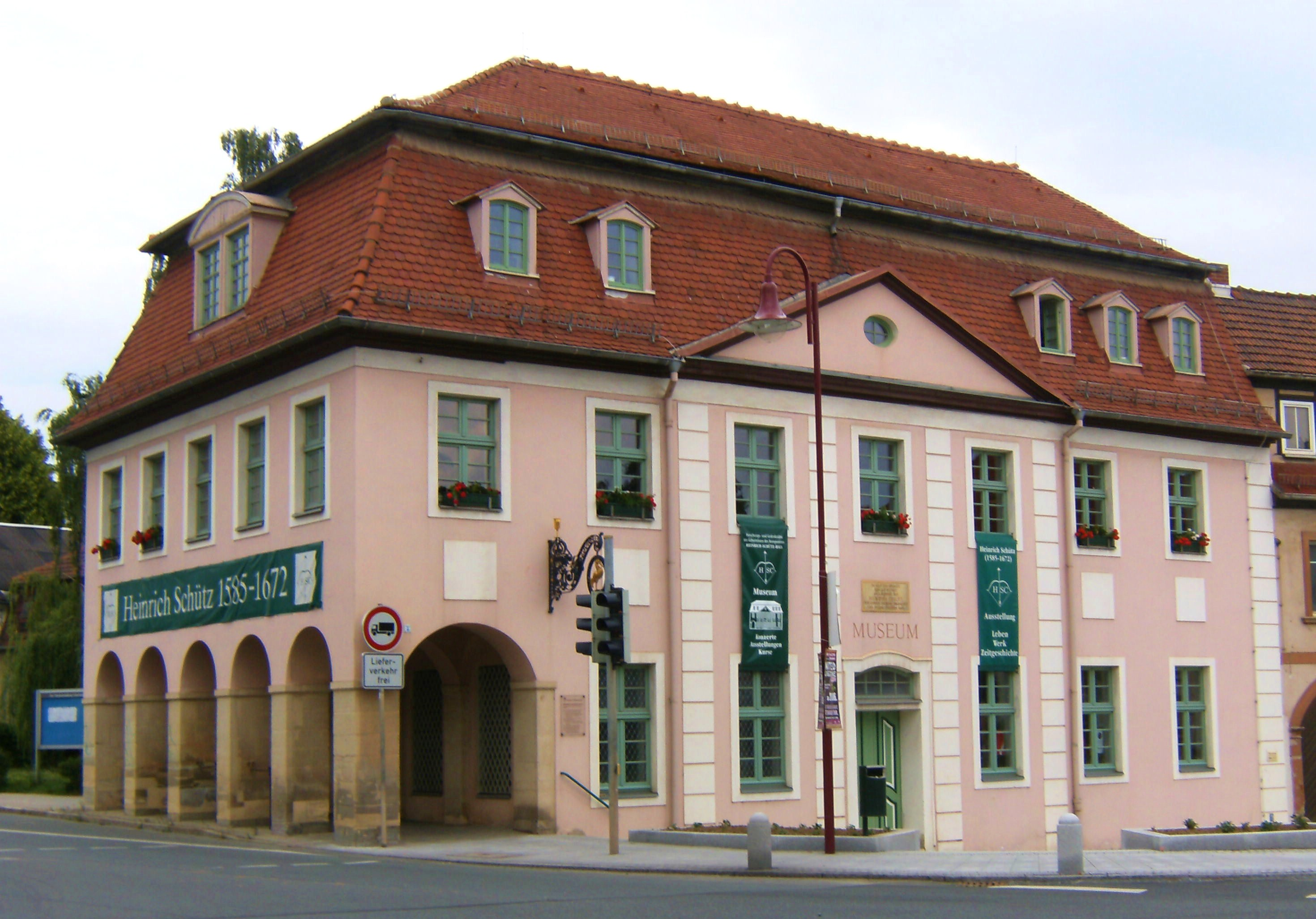
La maison Heinrich Schütz
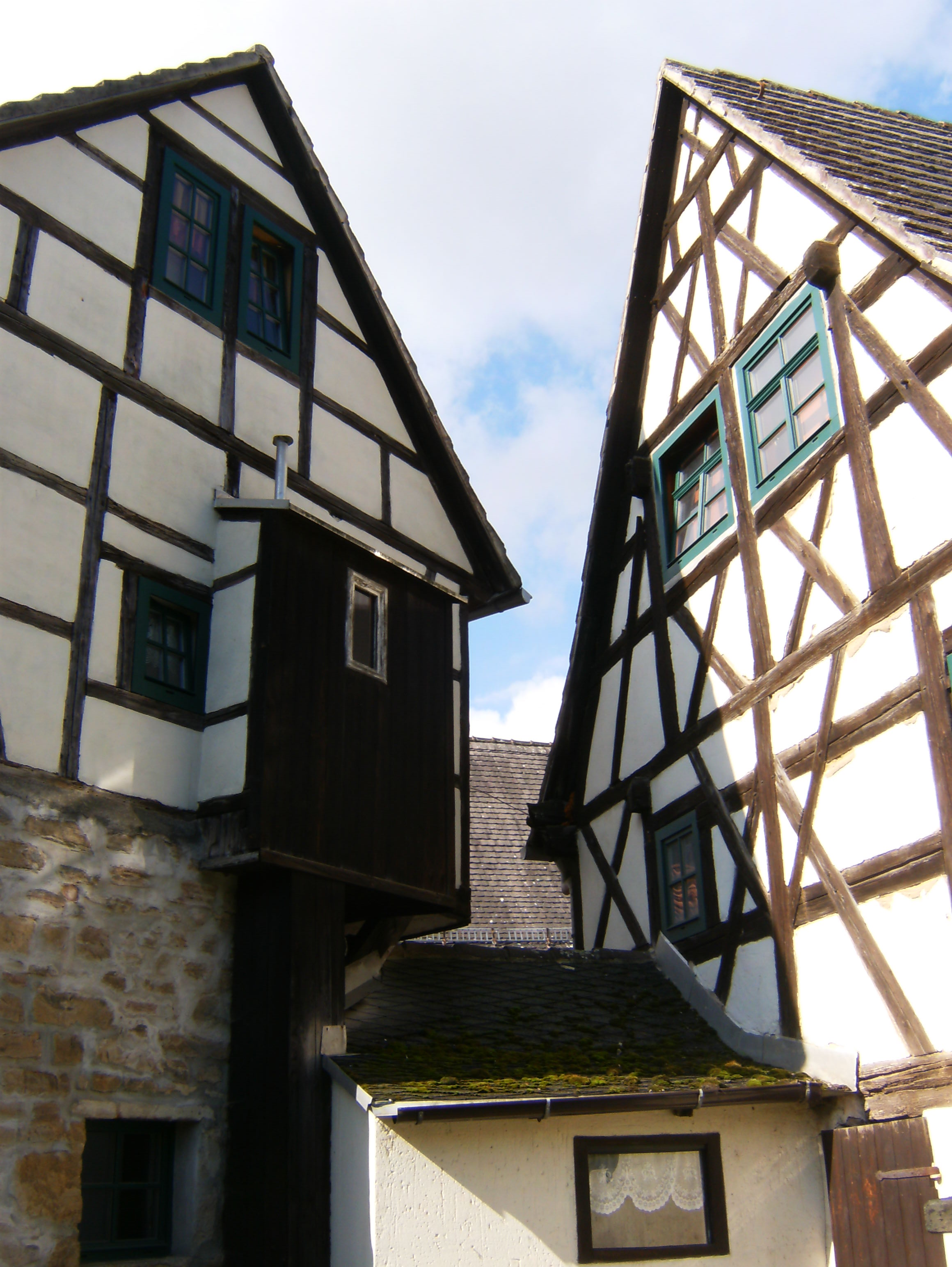
Maisons à colombages
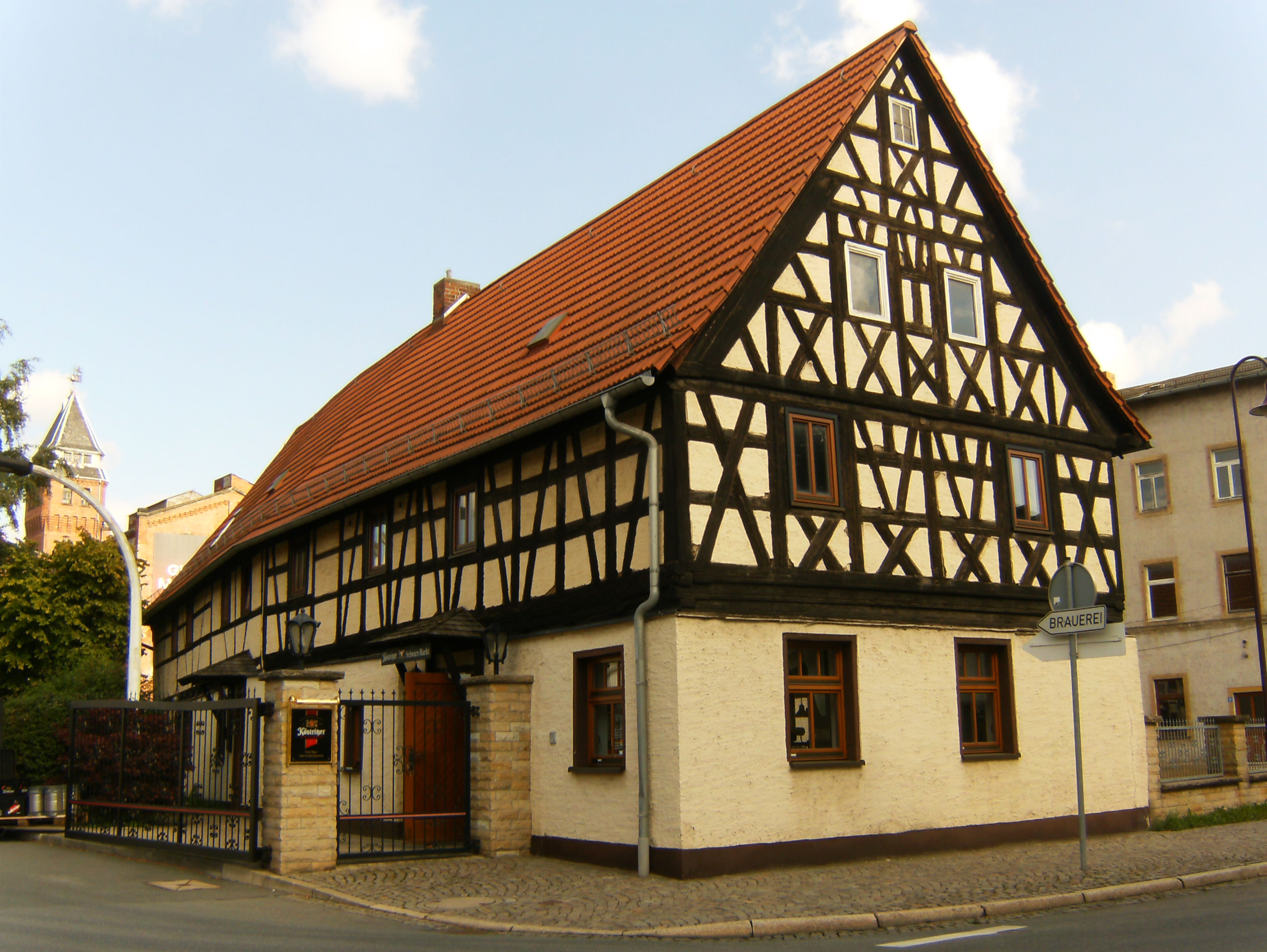
Maison à colombages
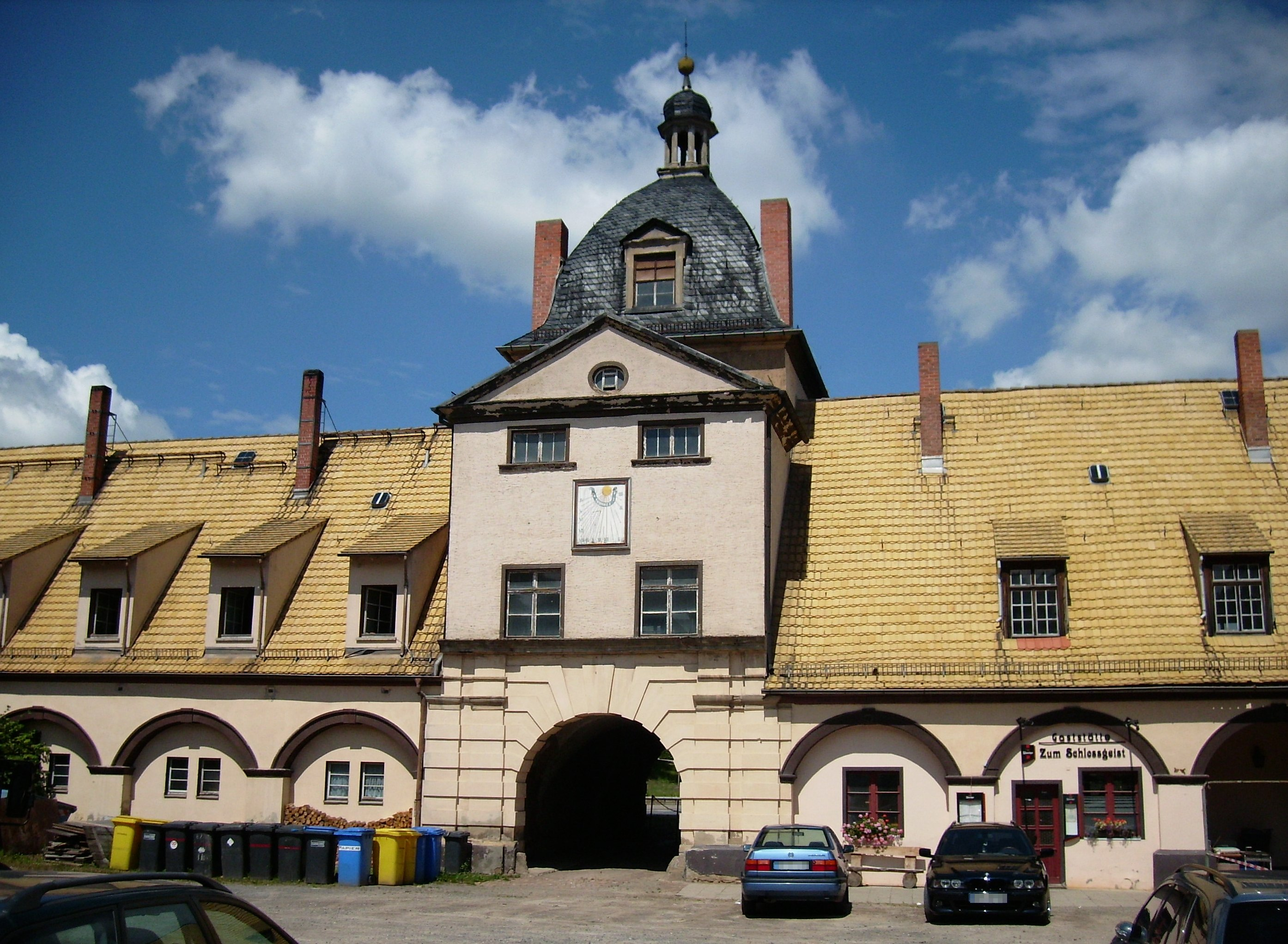
Porte préservée du château démoli
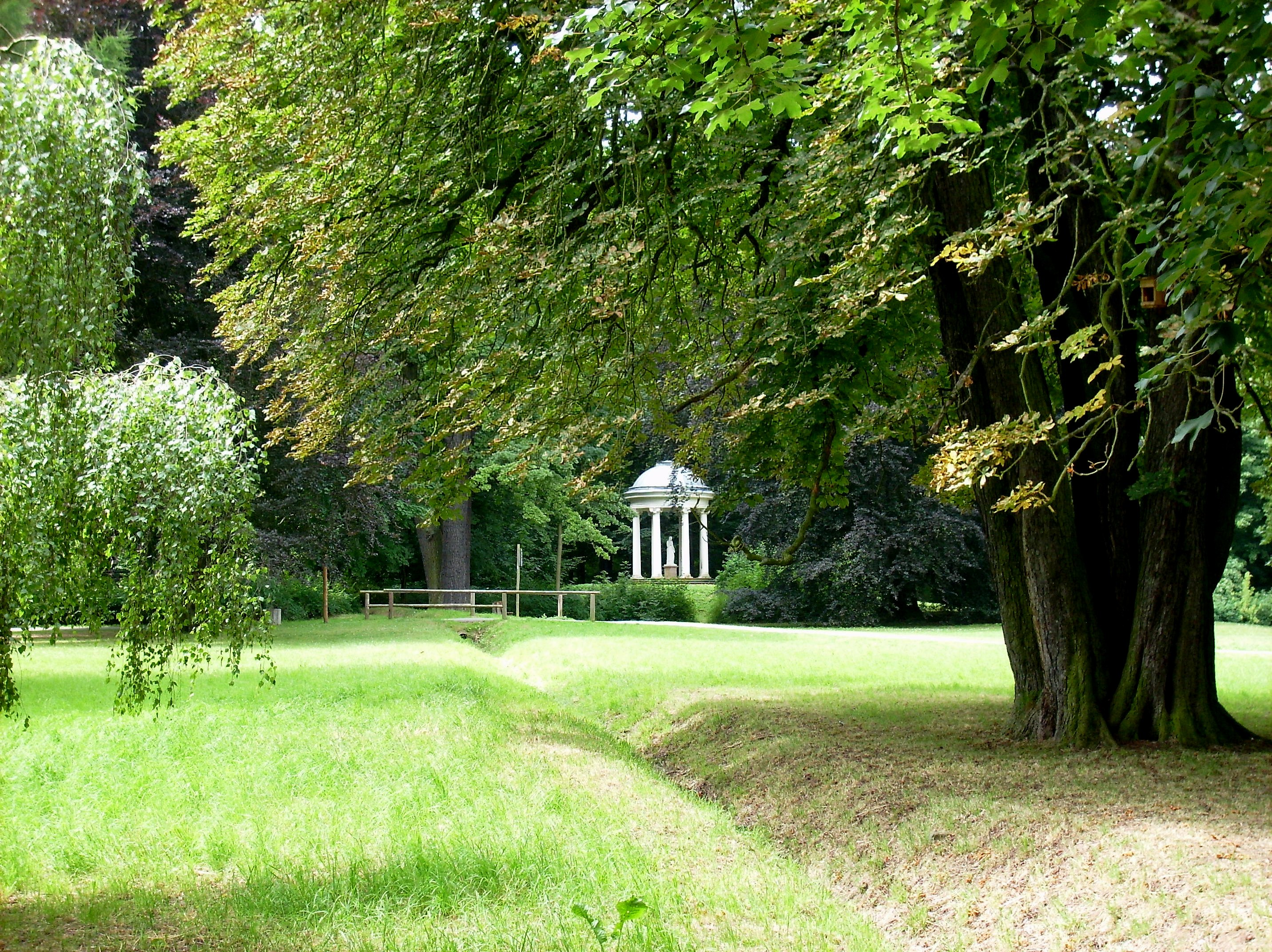
La parc du château

## Communications
Bad Köstritz est située sur la route nationale N7 Erfurt-Weimar-Iena-Eisenberg-Bad Köstritz-Gera-Altenbourg. La L1075 rejoint Reichardtsdorf et Hermsdorf à l'ouest et la L2323 Gera par la rive gauche de l'Elster.
L'autoraute A4 Francfort-sur-le-Main-Dresde se trouve à 6 km (sortie 58a Gera-Langenberg).
Bad Köstritz est desservie par la ligne de chemin de fer LeipzigZeitz-Gera-Saalfeld.

## Économie

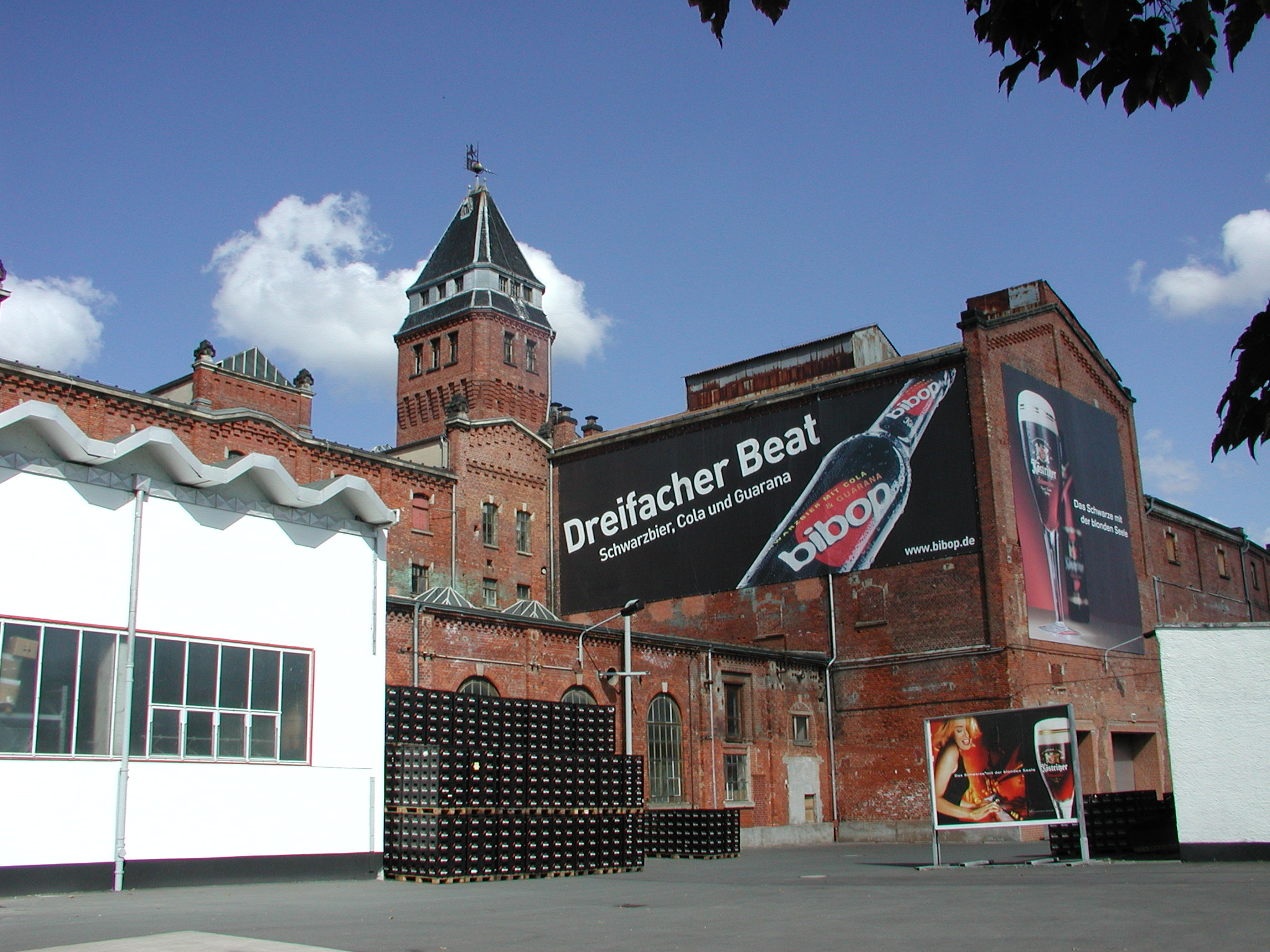
La brasserie Köstritzer

Les deux entreprises principales de Bad Köstritz sont :
- la Brasserie Köstritzer (Schwarzbierbrauerei Köstritzer) existant depuis 1543, rachetée en 1991 par le groupe Bitburger Brauerei qui produit 383 000 hl de bière en 2008 et exporte dans plus de trente pays[5].

- l'entreprise chimique Chemiewerk BK GmbH qui fabrique silices, sulfates et sulfites.

## Jumelages
- Bad Arolsen (Allemagne)
- Bitburg (Allemagne)
- Brilon (Allemagne)

## Personnalités
- Heinrich Schütz, (1585-1672), grand compositeur de musique baroque ;
- nombreux princes de la Maison de Reuß; dont le général d'Empire Henri LXI de Reuss-Schleiz (1784-1813), tombé au champ d'honneur lors de la bataille de Kulm;
- Julius Sturm (1816-1896), poète du romantisme tardif.